# The Troll Hunter
Pour plus de détails, voir Fiche technique et Distribution.
The Troll Hunter (Trolljegeren, litt. Le Chasseur de trolls) est un film fantastique norvégien écrit et réalisé par André Øvredal, sorti en 2010.
Le long-métrage est présenté comme étant un document authentique, un enregistrement retrouvé et monté de manière chronologique (found footage), à l'image du Projet Blair Witch ou de Cloverfield.

## Synopsis
Thomas, Johanna et Kalle, trois étudiants norvégiens originaires de Volda, cherchent à faire un documentaire sur le braconnage d'ours. Pour cela, ils suivent un supposé braconnier, Hans, et tentent de l'interviewer, mais il leur ordonne de partir. Les trois étudiants insistent et le suivent de nuit dans la forêt. Ils aperçoivent des éclats de lumière et entendent les grognements d'une créature bien plus grande qu'un ours. Hans court alors vers son véhicule en hurlant : « Troll ! ». Thomas est mordu à l'épaule et ils se réfugient tous dans le Land Rover de Hans, car le véhicule des étudiants a été renversé et ses pneus sont déchiquetés. Après quoi, ils demandent à Hans s'ils peuvent le rejoindre dans sa chasse aux trolls et la filmer. Le chasseur accepte.
Le soir suivant, les étudiants arrivent au rendez-vous avec Hans, qui s'assure qu'aucun d'entre eux n'est chrétien, car apparemment, les trolls peuvent détecter les Chrétiens par leur odeur, particulière pour eux ; ils le rassurent et retournent dans la forêt. Hans les oblige à se « parfumer » à l'odeur de troll et leur ordonne d'attendre ses instructions. Alors qu'ils attendent depuis un moment, ils aperçoivent à nouveau des éclats de lumière, entendent le même grognement que la nuit précédente et sentent le sol trembler. Un énorme troll à trois têtes jaillit alors des bois et les poursuit mais Hans finit par le tuer en le pétrifiant à l'aide d'un puissant projecteur à ultraviolets. Le lendemain, Finn Haugen, un employé du gouvernement en contact avec Hans, fait passer les dommages causés par le troll pour ceux d'un ours et prévient les étudiants qu'ils ne sont pas autorisés à filmer. Hans leur explique que Finn dirige la TST, organisme chargé de garder l'existence des trolls secrète. 
À travers une série d'interviews, Hans explique aux étudiants que son travail consiste à tuer les trolls qui s'approchent trop des zones habitées mais qu'il est fatigué des conditions de travail et du manque de reconnaissance. Il les renseigne aussi sur les espèces et les habitudes des trolls. Hans veut déterminer la cause qui pousse depuis peu les trolls à sortir inhabituellement souvent de leurs repaires. Utilisant des chèvres comme appât, il prélève un échantillon de sang d'un troll de l'espèce Raglefant avant de le faire exploser avec des ultraviolets. Il porte ensuite l'échantillon à Hilde, une vétérinaire du TST. En attendant les résultats, Hans et les étudiants se lancent sur la piste d'autres trolls et arrivent à une mine abandonnée qui est le repaire de tout un groupe de trolls de l'espèce Dovregubben. Ils sont forcés de se cacher quand les trolls reviennent à l'improviste et Kalle, complètement paniqué, leur révèle qu'il est Chrétien. Les trolls sentent son odeur et poursuivent le groupe, tuant Kalle.
Thomas et Johanna décident malgré tout de continuer leur reportage et font appel à une nouvelle caméraman : Malica, une musulmane. Alerté par la destruction de pylônes électriques, Hans pense qu'il a désormais affaire à un Jotnar, troll gigantesque mesurant plus de 50 mètres de hauteur. Alors que Thomas souffre de plus en plus de son épaule, Hilde appelle pour communiquer les résultats de l'analyse : le troll était atteint de la rage. Hans en déduit que c'est le Jotnar enragé qui contamine les autres trolls et les pousse à fuir. Le petit groupe retrouve le Jotnar et celui-ci se lance à leur poursuite, résistant au projecteur à ultraviolets et détruisant leur véhicule. Hans finit par le tuer à l'aide d'une sorte de lance-roquettes de sa conception et part ensuite de son côté. Thomas, Johanna et Malica sont retrouvés juste après par Finn et ses agents qui veulent confisquer leur matériel. Thomas s'enfuit avec les bandes mais, terrassé par la rage, il s'évanouit au bord d'une route alors qu'un camion arrive. L'épilogue informe le spectateur que les trois étudiants ont disparu sans laisser de traces.

## Fiche technique
- Titre original : Trolljegeren
- Titre international : TrollHunter
- Titre français : The Troll Hunter
- Réalisation : André Øvredal
- Scénario : André Øvredal
- Décors : Martin Gant
- Costumes : Stina Lunde
- Photographie : Hallvard Bræin
- Montage : Per-Erik Eriksen
- Production : Sveinung Golimo et John M. Jacobsen
- Sociétés de production : Filmkameratene A/S, Film Fund FUZZ, SF Norge A/S et Norsk filminstitutt
- Sociétés de distribution : SF Norge A/S (Norvège), Universal Pictures International (France et Belgique)
- Budget : 19 900 000 couronnes[1] (environ 2 500 000 euros)
- Pays d'origine : Norvège
- Langue : norvégien
- Format : couleur - Dolby Digital - 1,85:1 - 35 mm
- Genre : fantastique
- Durée : 103 minutes
- Dates de sortie :
  -  Norvège : 29 octobre 2010
  -  France,  Belgique : 27 juillet 2011

## Distribution

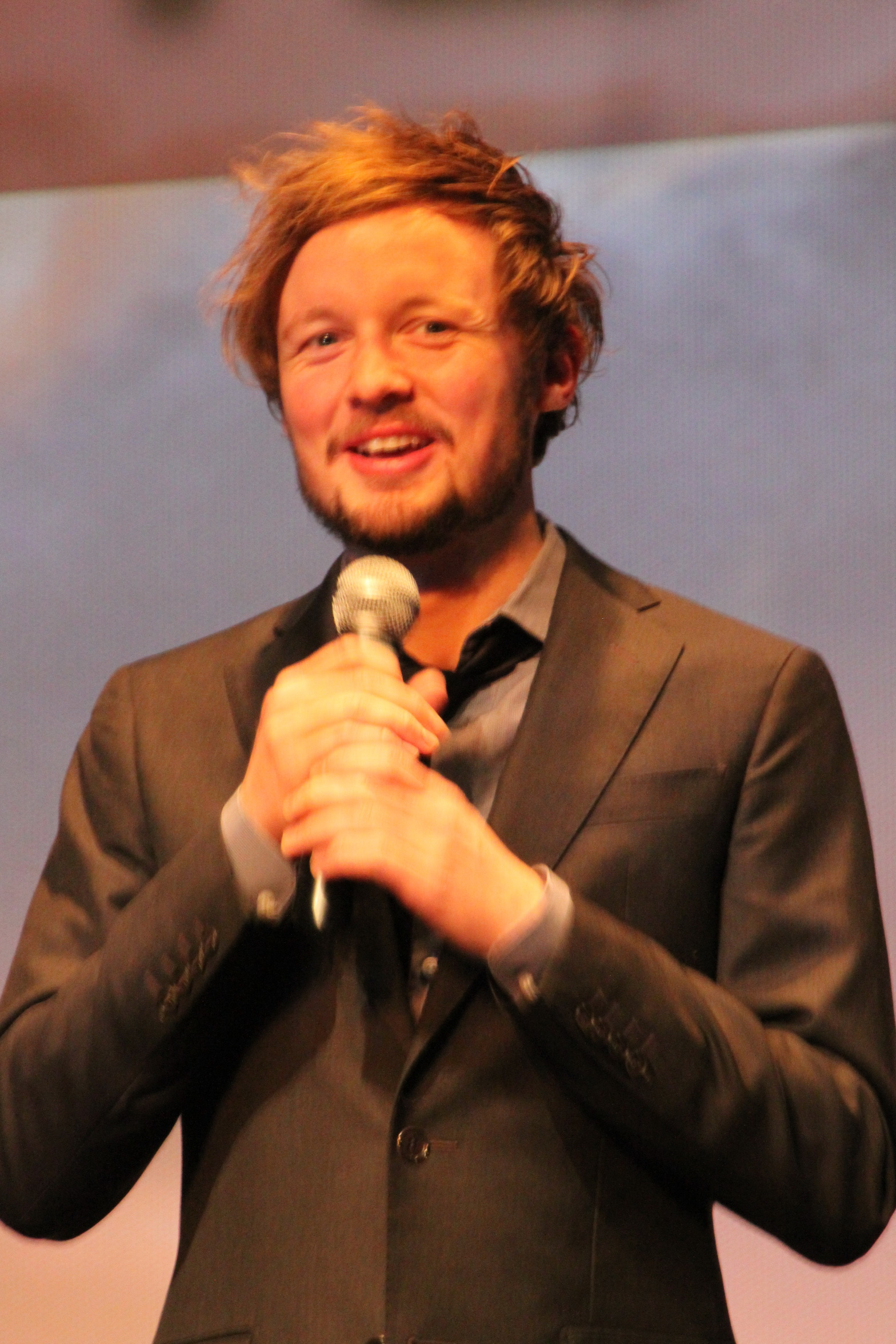
Glenn Erland Tosterud lors de la présentation du film au festival international du film fantastique de Gérardmer.

- Otto Jespersen (VF : Martin Spinhayer) : Hans, le chasseur de trolls
- Glenn Erland Tosterud (VF : Alessandro Bevilacqua) : Thomas
- Johanna Mørck (VF : Mélanie Dermont) : Johanna
- Tomas Alf Larsen (VF : Mathieu Moreau) : Kalle
- Hans Morten Hansen (VF : Daniel Nicodème) : Finn Haugen
- Urmila Berg-Domaas (VF : Delphine Moriau) : Malica
- Torunn Lødemel Stokkeland (VF : Fabienne Loriaux) : Hilde, la vétérinaire

Sources et légende : Version française selon le carton de doublage français.

## Production
Pour créer le design des trolls, le réalisateur s'est inspiré des dessins du livre de contes norvégiens d'Asbjørnsen et Moe, datant du XIXe siècle, et a imaginé lui-même les différentes espèces de trolls en leur donnant des personnalités d'après leur aspect,.
Le tournage s'est déroulé dans les forêts et les montagnes de la région de Vestlandet et l'actrice Johanna Mørck l'a qualifié d'expérience épuisante. La scène où Hans et les étudiants sont poursuivis et voient le troll dans les rétroviseurs de leur véhicule est un clin d'œil à Jurassic Park. Pour la scène finale du film, un montage du premier ministre norvégien de l'époque, Jens Stoltenberg, évoquant un champ pétrolifère surnommé « le champ du troll »  a été réalisé afin de donner l'illusion qu'il admettait l'existence des trolls.
Selon le réalisateur André Øvredal, l'équipe de production a essayé de maintenir un maximum de confidentialité autour du projet. Ils ont gardé secret le titre et la distribution presque jusqu'à la sortie du film, et ont diffusé des teasers énigmatiques afin de créer un effet de marketing viral.

## Accueil
Le film a rapporté environ 4 160 000 $ dans le monde entier, dont une très grande partie en Norvège, pays dans lequel il a été vu au cinéma par plus de 267 000 spectateurs, et au Royaume-Uni (86 000 spectateurs).
Il a été bien accueilli par la critique, recueillant 82 % de critiques positives, avec une note moyenne de 6,6⁄10 et sur la base de 99 critiques collectées, sur le site internet Rotten Tomatoes. Il obtient un score de 61⁄100, sur la base de 25 critiques collectées, sur Metacritic.

## Distinctions
Ce film a été présenté au Festival du film de Sundance, ainsi qu'au Festival du film fantastique de Gérardmer 2011, au Festival international du film fantastique de Bruxelles (BIFFF) où il a été nommé pour le Corbeau d'argent de la meilleure réalisation, et au Festival international du film fantastique de Neuchâtel (NIFFF) où il a obtenu le prix H.R. Giger Narcisse du meilleur film, le Méliès d'argent du meilleur film fantastique européen et le prix du public. Le film a aussi été récompensé au Festival du film de Newport Beach.
Lors des prix Amanda, la plus importante cérémonie norvégienne de prix cinématographiques, il a été récompensé par le prix du public et pour les meilleurs effets visuels. Il a également été nommé dans les catégories du meilleur acteur (Otto Jespersen), du meilleur scénario et du meilleur montage. Il a aussi été nommé au Saturn Award du meilleur film international et à l'Empire Award du meilleur film d'horreur.